# Mjobergella macrocephala
Mjobergella macrocephala är en insektsart som beskrevs av Lucien Chopard 1925. Mjobergella macrocephala ingår i släktet Mjobergella och familjen syrsor. Inga underarter finns listade i Catalogue of Life. Insektsarten är uppkallad efter zoologen Eric Mjöberg.